# Тул, Джозеф
Джозеф Кемп Тул (англ. Joseph Kemp Toole; 12 мая 1851, Саванна, Миссури — 11 марта 1929, Сан-Франциско, Калифорния) — американский политик, демократ. Занимал пост первого и четвёртого губернатора Монтаны.

## Биография
Тул родился в Саванне, штат Миссури. Окончил школу в Сент-Джозефе. В 1868 году с отличием окончил Западный военный институт в Нью-Касле, штат Кентукки. Он переехал в Хелену, штат Монтана, в 1870 году; изучал юриспруденцию, в 1871 году был принят в коллегию адвокатов и начал практиковать в Хелене. Тул был окружным прокурором третьего судебного округа Монтаны (1872—1876) и членом Территориальной палаты представителей Монтаны (1879—1881), а также членом и президентом Территориального совета Монтаны (1881—1883). Женился на Лили Роузкранс, у них родилось трое детей.
Тул был делегатом Конституционного собрания штата в Хелене в 1884 и 1889 годах и был избран от Демократической партии США на 49 и 50 конгрессы (4 марта 1885 года — 3 марта 1889 года).
Тул был первым губернатором Монтаны (единственным демократом, который был избран в этом году), занимал пост с 8 ноября 1889 года по 1 января 1893 года. Был делегатом съездов Демократической партии в 1892 и 1904 годах.
Занимал пост четвёртого губернатора Монтаны с 7 января 1901 года по 1 апреля 1908 года, когда ушёл в отставку по состоянию здоровья. Во время его пребывания в должности окружные казначеи были уполномочены собирать налоги на личную собственность, и существовало законодательство, обеспечивающее безопасность шахт и защиту шахтёров.
Выйдя на пенсию, Тул работал то в Хелене, то в Сан-Франциско, вплоть до своей смерти 11 марта 1929 года в возрасте 77 лет. Похоронен на Воскресенском кладбище в Хелене, штат Монтана.